# N'Djamena-Fara
Pour la capitale du Tchad, voir N'Djaména.
N'Djamena Fara est une sous-préfecture de la région de Hadjer-Lamis au Tchad,.